# Mariage homosexuel au Népal
Le mariage homosexuel est autorisé de jure au Népal depuis le 28 juin 2023 après une décision de la Cour suprême népalaise. Cette dernière fait cependant l'objet d'un refus d'application par plusieurs tribunaux de districts en raison d'interprétations divergentes, laissant son application au bon vouloir de leur personnel pendant plusieurs mois. La légalisation est ainsi appliquée pour la première fois le 29 novembre 2023, suivie de plusieurs mariages, jusqu'à ce que le ministère de l'intérieur népalais émette le 27 avril 2024 une directive ordonnant à l'ensemble des tribunaux d'appliquer la décision de la Cour.
Malgré la légalisation, plusieurs couples sont confrontées à d'importantes difficultés pour faire reconnaitre leur union, les autorités faisant preuves de méconnaissance de la loi, voire de rejet à leur égard.

## Historique
La légalisation du mariage homosexuel est évoquée dès 2011 lors de la rédaction d'une nouvelle constitution par la première assemblée constituante élue en 2008. Les travaux de cette dernière n'aboutissent cependant pas, et le mariage homosexuel ne figure pas dans la Constitution de 2015 adoptée par la seconde assemblée constituante élue en 2013, bien que celle-ci fasse alors du Népal l'un des pays asiatiques les plus avancés en matière de droits LGBT,,
Le 23 octobre 2017, la Cour suprême népalaise ordonne au gouvernement d'attribuer un visa reconnaissant le statut de conjoint à un Américain s'étant marié avec un Népalais de même sexe, ainsi qu'à tous les couples se trouvant à l'avenir dans cette situation,.
Jugeant une affaire concernant la reconnaissance d'un mariage homosexuel contracté en Allemagne entre deux Népalais, la Cour suprême ordonne le 20 mars 2023 la reconnaissance de leur mariage par le gouvernement népalais et ordonne au Parlement fédéral de légaliser le mariage homosexuel, ce qui n'est cependant pas suivi d'effets.
En conséquence, la Cour suprême délivre le 28 juin 2023 un nouveau jugement dans lequel elle légalise de jure le mariage homosexuel, et ordonne au gouvernement de mettre en place un nouveau registre permettant — en attendant une loi entérinant la légalisation — l'enregistrement des « couples non traditionnels et des minorités sexuelles »,. Le jugement de la Cour se heurte cependant au refus de l'enregistrement des mariages par le tribunal de district de la capitale Katmandou, qui interprète la décision de la Cour comme imposant au gouvernement de mettre en place ce registre, mais pas à l'administration d'enregistrer des mariages homosexuels tant que ce registre n'a pas été mis en place,,.
Le 29 novembre, le même couple qui s'était vu refusé l'enregistrement de son mariage à Katmandou y parvient à Dorje, une petite localité à l'ouest de la capitale, devenant ainsi le premier couple homosexuel officiellement reconnu comme marié au Népal,,,. Le mariage d'un second couple intervient le 22 décembre 2023, et celui du premier couple lesbien le 12 février 2024. Les mariages dépendent alors encore du bon vouloir des différents tribunaux de district, jusqu'à ce que le ministère de l'intérieur népalais émette le 27 avril 2024 une circulaire ordonnant à l'ensemble des tribunaux d'enregistrer les mariages homosexuels. D'autres mariages suivent, avec notamment celui en octobre 2024 — le septième — de deux hommes reconnus pour la première fois comme « mari et mari » sur leur certificat de mariage. Les couples font néanmoins remonter d'importantes difficultés pour faire reconnaître leur unions, les fonctionnaires étant le plus souvent ignorant de la légalisation, voire opposé à la mettre en œuvre, forçant les couples à recourir à l'aide d'avocats ou d'ONG,,,. Un couple de lesbiennes parvient ainsi à se marier fin avril 2025, mais après avoir été l'objet d'un exorcisme organisé par leur familles pour tenter de les en dissuader.